# Jarreng
Jarreng (Schreibvariante: Jareng) ist eine Ortschaft im westafrikanischen Staat Gambia.
Nach einer Berechnung für das Jahr 2013 leben dort etwa 3037 Einwohner, das Ergebnis der letzten veröffentlichten Volkszählung von 1993 betrug 2117.

## Geographie
Jarreng in der Central River Region im Distrikt Niamina East liegt am linken Ufer des Gambia-Flusses. Der Ort liegt unmittelbar an der South Bank Road, die hier nach Süden abknickt.